# Desmopachria speculum
Desmopachria speculum är en skalbaggsart som beskrevs av Sharp 1887. Desmopachria speculum ingår i släktet Desmopachria och familjen dykare. Inga underarter finns listade i Catalogue of Life.